# روبرت كولدفاي
روبرت يوهان كولدواي (بالألمانية: Robert Johann Koldewey) ولد في 10 سبتمبر 1855-وتوفي 4 فبراير 1925 وهو عالم أثار ومعماري ألماني، و ينسب له اكتشاف مدينة بابل القديمة في العراق، ولد في مدينة بلانكنبورغ في ألمانيا ومات في برلين في عمر 70 سنة، تمكن هذا الباحث من اكتشاف بوابة عشتار، التي قام بنقلها إلى ألمانيا، كما تمكن من تحديد موقع الجنائن المعلقة في بابل و التي بنيت في سنة 580 ق م، كما تمكن من تحديد موقع زقورة إيتيمينانكي، وأكتشف عدة ألواح أثرية تتكلم عن بابل.
و قد عمل كعالم آثار معظم حياته، وشارك في العديد من الحفريات في آسيا الصغرى واليونان وإيطاليا. و بعد وفاته، تأسست (Koldewey Society) لتسجيل وتدوين خدمته المعمارية.

## روابط خارجية
- روبرت كولدفاي على موقع الموسوعة البريطانية (الإنجليزية)